# Hubal
Hubal is de maangod uit de Arabische mythologie.
Een bekend centrum voor de verering van Hubal was de Ka'aba in Mekka. De Ka'aba is volgens de islamitische opvatting gebouwd als een plaats van monotheïstische verering en werd nadien gebruikt voor de Arabische, polytheïstische godenverering. In deze polytheïstische tijd werd via zeven orakelpijlen advies gevraagd aan Hubal. Nadat Mohammed in 630 terugkeerde naar Mekka werd onder andere het beeld van Hubal vernietigd. Het beeld was gemaakt van carneool, stelde een menselijk figuur voor en een hand ontbrak. De Qoeraisjieten hadden ter vervanging een gouden hand aan het beeld toegevoegd.
Doordat het teken van Hubal (de wassende maan) in het symbool van de islam terug te vinden is, en omdat de islamitische kalender op de maan is gebaseerd, wordt er door sommigen niet-moslims weleens een link gelegd met de islam, waar het Arabische woord Allah gebruikt wordt, dat 'de God' betekent. De monotheïstische islam kent echter geen maangod. Het woord "Hubal" is ook verwant aan het Aramese woord voor "geest"
De maangod Hubal komt tevens voor in de Mesopotamische godsdienst en is hoogstwaarschijnlijk dezelfde, zo niet, afgeleid van de Baälgod. Hubal: Ha Baal → Hu-bal → de Baal.
Volgens Wellhausen geloofden de Nabateeërs dat al-Lāt de moeder van Hubal was.